# Onchidoris oblonga
Onchidoris oblonga är en snäckart som först beskrevs av Joshua Alder och Hancock 1845.  Onchidoris oblonga ingår i släktet Onchidoris och familjen Onchidorididae. Inga underarter finns listade i Catalogue of Life.